# Miquel Gassiot i Matas
Miquel Gassiot i Matas (Barcelona, 1937) és un químic català. Estudià el batxillerat a Girona, es graduà en enginyeria química a l'Institut Químic de Sarrià (IQS), es llicencià en Ciències Químiques a la Universitat de Barcelona i es doctorà a la Universitat de Madrid.
Ha exercit durant més de 40 anys com a professor de química analítica a lInstitut Químic de Sarrià, del que en fou director de 1985 a 1994 i actualment n'és catedràtic emèrit. De 1994 a 2002 també ha estat rector de la Universitat Ramon Llull. Fou membre del consell assessor de la Fundació Centre d'Estudis Jordi Pujol. Des de 2003 és membre de la Reial Acadèmia de Ciències i Arts de Barcelona.
Ha publicat més d'un centenar d'articles científics sobre cromatografia i les seves aplicacions en el camp de l'anàlisi orgànica. El l973 fou guardonat amb el Premio de Investigación de la Fundación Vicente de Mendieta y Lambarri de Delica Arrastaria (Àlaba). El 1978 va rebre la Tswuett Medal del Comitè de Cromatografia de la Unió Soviètica. El 1985 va rebre el Premio Hewlett-Pakard Española per «Cromatografía de Líquidos». El 1993 fou guardonat amb la Medalla Narcís Monturiol al mèrit científic i tecnològic de la Generalitat de Catalunya i el 2008 va rebre la distinció Jaume Vicens Vives de la Generalitat de Catalunya a la qualitat universitària.